# Prolactinoma
Se denomina prolactinoma al tumor benigno secretor, compuesto por las células de la hipófisis que liberan prolactina, que presenta actividad productora y liberadora de dicha hormona, y que puede oprimir la glándula hipófisis. 
Los niveles excesivos de la hormona prolactina producen efectos patológicos definidos; tanto en hombres como en mujeres como la anovulación, galactorrea, dismenorrea, amenorrea, ginecomastia, disminución de la hormona testosterona, pérdida de la libido, disfunción eréctil.

## Características
Un prolactinoma es un tumor secretante (adenoma) de la adenohipófisis, cuyas células (los lactotropos) segregan Prolactina, esto produce concentraciones elevadas de esta hormona, condición denominada hiperprolactinemia.

Los prolactinomas son tumores benignos, rara vez sufren transformación maligna o invasividad local. Se ha propuesto que los prolactinomas tienen un origen monoclonal y que las alteraciones en la regulación del ciclo celular conducen a la expansión de una célula original mutada.

## Síntomas y Signos
Tanto en hombres como en mujeres, los niveles excesivos de la hormona prolactina producen efectos patológicos definidos; algunos como la anovulación, galactorrea, dismenorrea, amenorrea, ginecomastia, pérdida de la libido, disfunción eréctil, disminución de la hormona testosterona.
Los macroadenomas hipofisarios que cursan con ligera elevación de la prolactina no suelen ser prolactinomas, sino adenomas no funcionantes que comprimen el tallo hipofisario, provocando un aumento de la secreción de prolactina.

## Diagnóstico
Un adenoma hipofisario de tipo prolactinoma se detecta generalmente con una resonancia magnética simple y con flujo o medio de contraste.

## Tratamiento
El tratamiento en casos de adenomas pequeños (microadenomas) puede ser por radiocirugía, o medicamentos orales por meses.

Los casos de adenomas grandes (macroadenoma, cuando este mide más de 10 milímetros (mm)) es por cirugía transesfenoidal.